# Usur

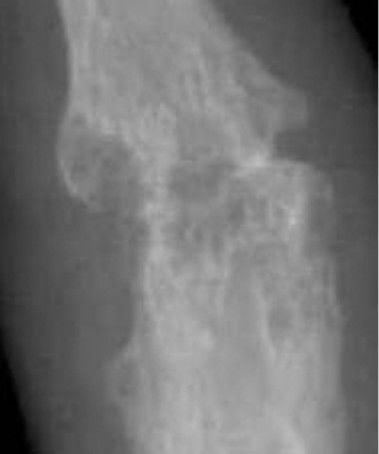
Usurer i reumatoid artrit.

En usur är en erosion av skelett, och förekommer i vissa sjukdomsprocesser såsom reumatoid artrit. En usur är förlust av ben i ett visst område snarare än en förändring i bentätheten, såsom i osteoporos.